# Nguyễn Đức Quang
Nguyễn Đức Quang (1944 - 27 tháng 3 năm 2011) là một nhà báo, nhạc sĩ người Việt.

## Tiểu sử
Ông sinh năm 1944 ở tỉnh Sơn Tây. Tháng 4 năm 1954, cha ông (là viên chức trong ngành giáo dục) được điều động vào Sài Gòn. Nguyễn Đức Quang – lúc đó mới 10 tuổi, theo cha mẹ vào Nam. Sau Hiệp định Genève (tháng 7 năm 1954), đất nước bị chia đôi, gia đình Quang cũng bị chia cắt: người anh cả cùng 3 người chị gái ở lại miền Bắc, chỉ có ông và đứa em trai út sống ở miền Nam.
Từ 1959, gia đình ông định cư tại Đà Lạt. Ông nhập học và tốt nghiệp viện Đại học Đà Lạt phân khoa chính trị kinh doanh.

## Đóng góp vào nềntân nhạcViệt Nam
Bắt đầu từ thập niên 1960 ông được biết đến qua nhiều nhạc phẩm với chủ đề thanh niên, tranh đấu, và cộng đồng. Tác phẩm đầu tay của ông là "Gươm thiêng hào kiệt", viết vào năm 1961 cho phong trào Hướng đạo.
Mùa hè năm 1965, cùng với một số bạn đồng môn là cựu học sinh trường Trần Hưng Đạo (Hoàng Kim Châu, Trần Trọng Thảo, Nguyễn Quốc Văn, Hoàng Thái Lĩnh), Nguyễn Đức Quang thành lập Ban Trầm Ca - một ban nhạc không chuyên nghiệp. Trong hai đêm 19 và 20 tháng 12 năm 1965, ban nhạc này đã chính thức ra mắt tại giảng đường Spellman – Viện Đại học Đà Lạt cùng với nhạc sĩ Phạm Duy và ca sĩ Phương Oanh - giọng hát dân ca tài năng nhất của miền Nam thời đó. Năm 1966, Ban Trầm Ca đã cùng với nhạc sĩ Pham Duy đi lưu diễn ở một số tỉnh thành ở miền Nam. 
Được sự hỗ trợ của một số huynh trưởng hoạt động thanh niên tại Sài Gòn, Nguyễn Đức Quang và Ban Trầm Ca đã tổ chức 8 khóa Thanh ca Tác động nhằm đào tạo hạt nhân để phát triển phong trào. Cuối năm 1966, Phong trào Du ca Việt Nam được chính thức thành lập như một tổ chức thanh niên tự nguyện với mục đích giáo dục thế hệ trẻ thông qua các hoạt động văn nghệ và sinh hoạt cộng đồng. Đinh Gia Lập – một hướng đạo sinh, cựu học sinh Trường Trần Hưng Đạo, cũng là một thành viên của Ban Trầm Ca mặc dù không tham gia trình diễn, đã trở thành Chủ tịch lâm thời của Phong trào Du Ca Việt Nam.
Về tác phẩm của ông, phải kể đến những bài: "Chiều qua Tuy hòa", "Việt Nam Quê hương ngạo nghễ", "Về với Mẹ Cha", "Bên kia sông", "Xin chọn nơi này làm Quê hương",v.v...
Trong phong trào Hướng đạo Việt Nam, ông là một hướng đạo sinh và một trưởng hướng đạo.
Năm 1979 ông vượt biên sang Hoa Kỳ tỵ nạn và định cư ở Little Saigon, California. Ông hợp tác với các Nhật báo Người Việt, Viễn Đông rồi sau đó đứng ra lập tuần báo Chí Linh và Nguyệt san Phụ nữ Diễn đàn. Một thời ông cũng đóng góp trên chương trình phát thanh và truyền hình VOC. Hướng đạo Việt Nam đã tặng ông giải thưởng cao quý nhất: Bắc đẩu huân chương.
Sau một thời gian lâm trọng bệnh sau khi bị tai biến mạch máu não, ông từ trần lúc 4 giờ sáng ngày 27 tháng 3 năm 2011 tại tiểu bang California, Hoa Kỳ.